# Стрижень (притока Десни)
Стри́жень — річка в Україні, тече в Чернігівській області, права притока Десни (басейн Дніпра). 
Довжина річки — 32,4 км, площа басейну — 168 км². Ширина русла в верхній течії в Роїщі до 4 м., в нижній течії в Чернігові до 5 м. 
Вона сформувалася близько 11000 тисяч років тому в періоді потепління Аллеред талими водами останнього льодовика Вюрм. Ще в середині XVIII ст. річка починалася з потічків на узвишші північніше с.Сибереж Ріпкінського району Чернігівської області. 
Впадає до Десни в м.Чернігові на схід від дитинця. 

## Населені пункти на р. Стрижень
- Великі Осняки Ріпкінського району
- Роїще Чернігівського району
- Халявин Чернігівського району
- Полуботки Чернігівського району
- Чернігів

## Походження назви
Слово «стрижень» є українським і Борис Грінченко, відносно водоймищ, подає два його значення: 1.Найглибше місце на річці, в озері, фарватер, 2. Невелика річка струмінь. Тож річку так назвали слов'яни, які масово почали заселяти долину Стрижня в IV-V ст. Названа вона так, тому, що невелика. 

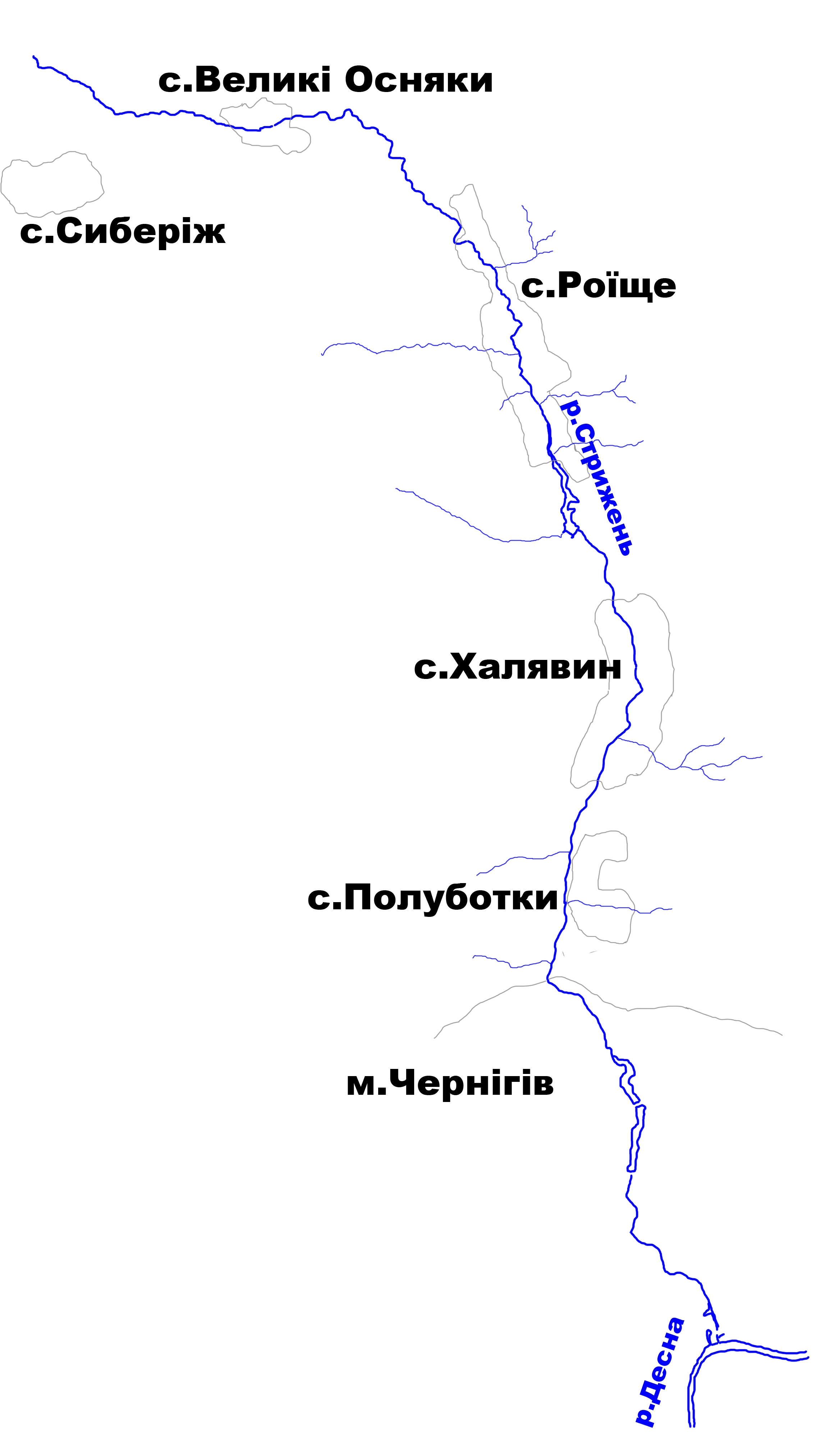
Русло р.Стрижень

Перша документальна згадка про неї припадає на 1078 рік. Під тим роком в Повісті минулих літ сказано: «и поиде Изяславъ съ Ярополъкомъ синомъ своим и Всеволодъ с Володимеромъ синомъ своимъ и поидоша к Чернигову …Володимеръ же приступи ко вратомъ всточнъıмъ от Стрежени».

## Галерея

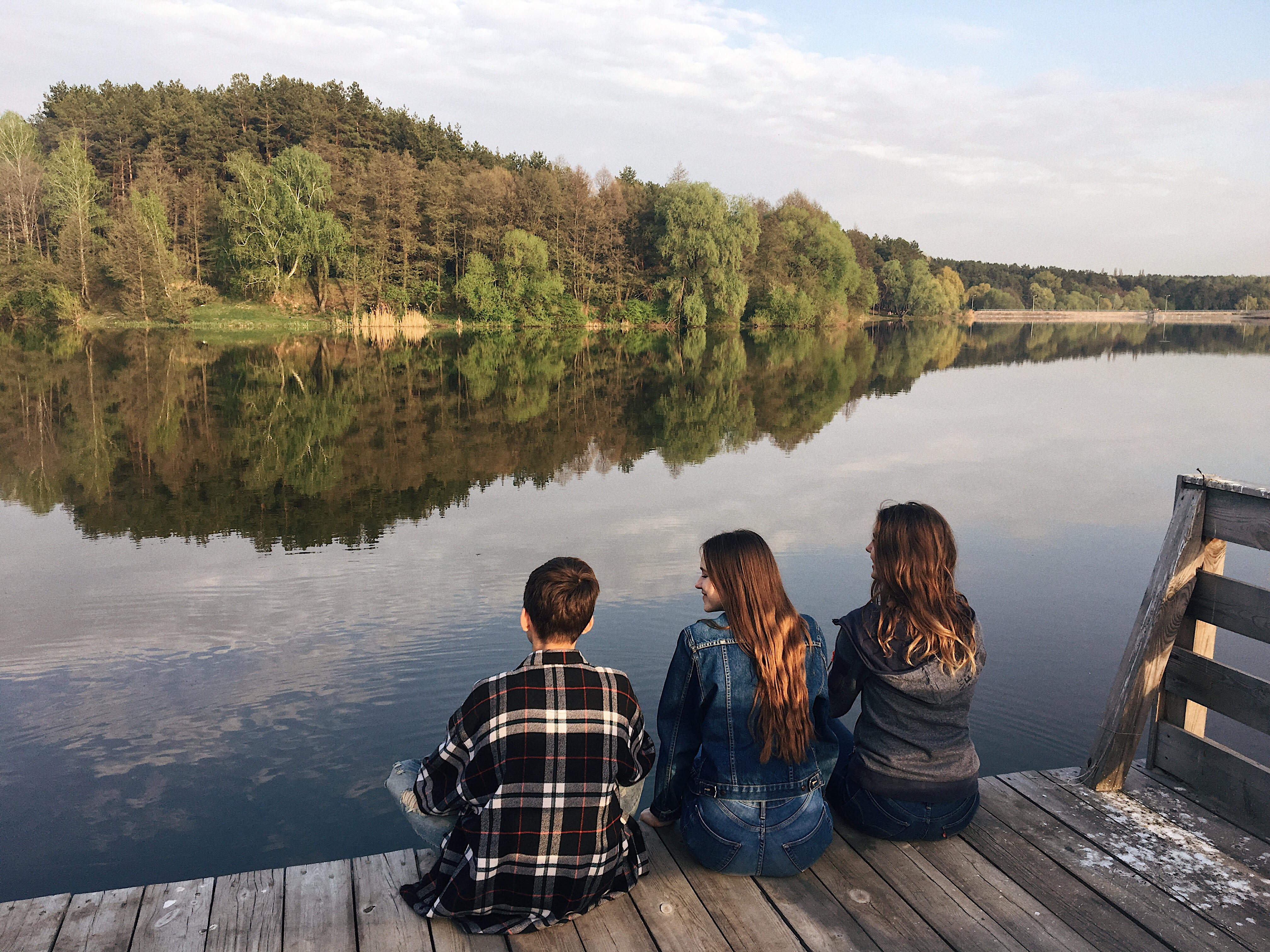
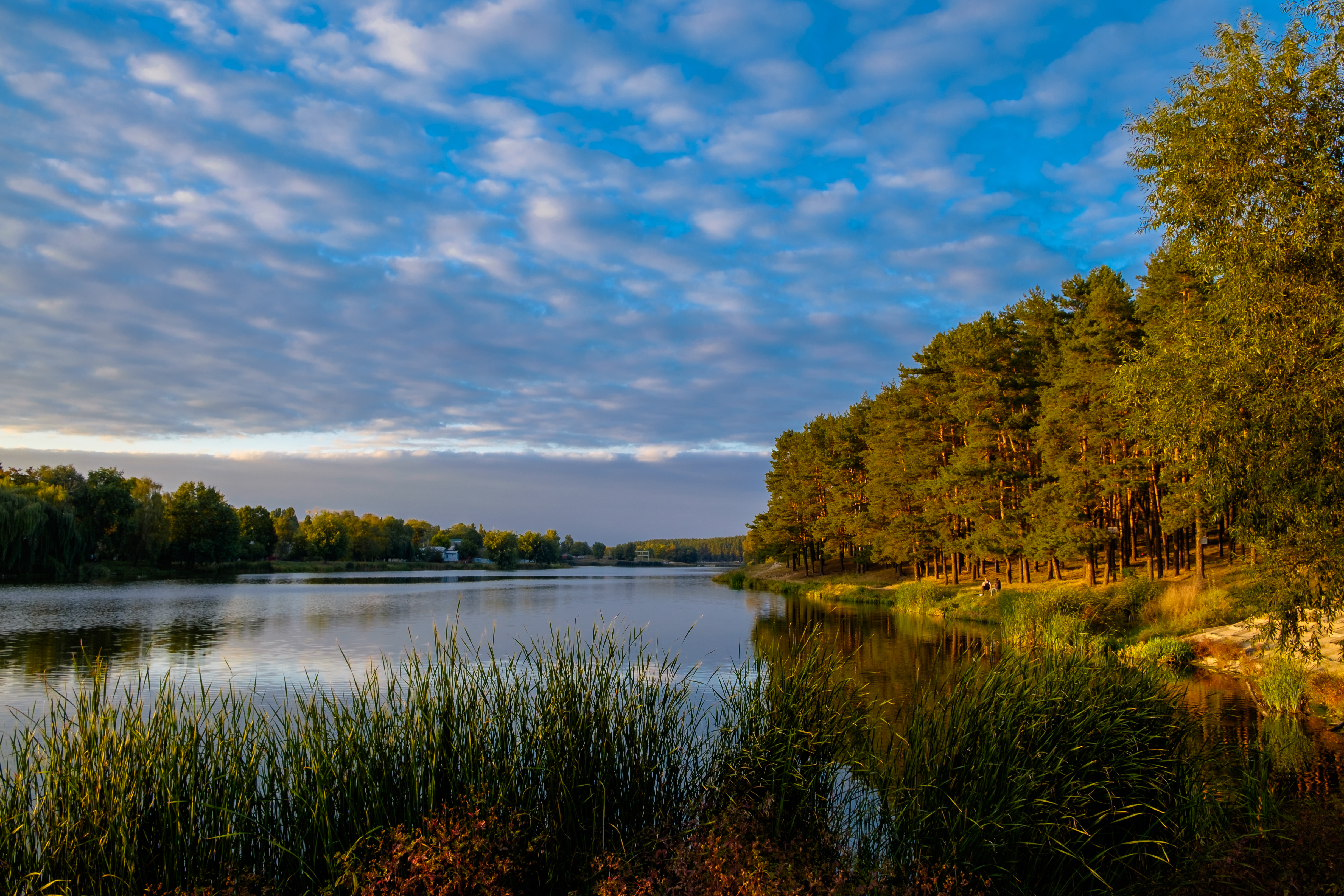
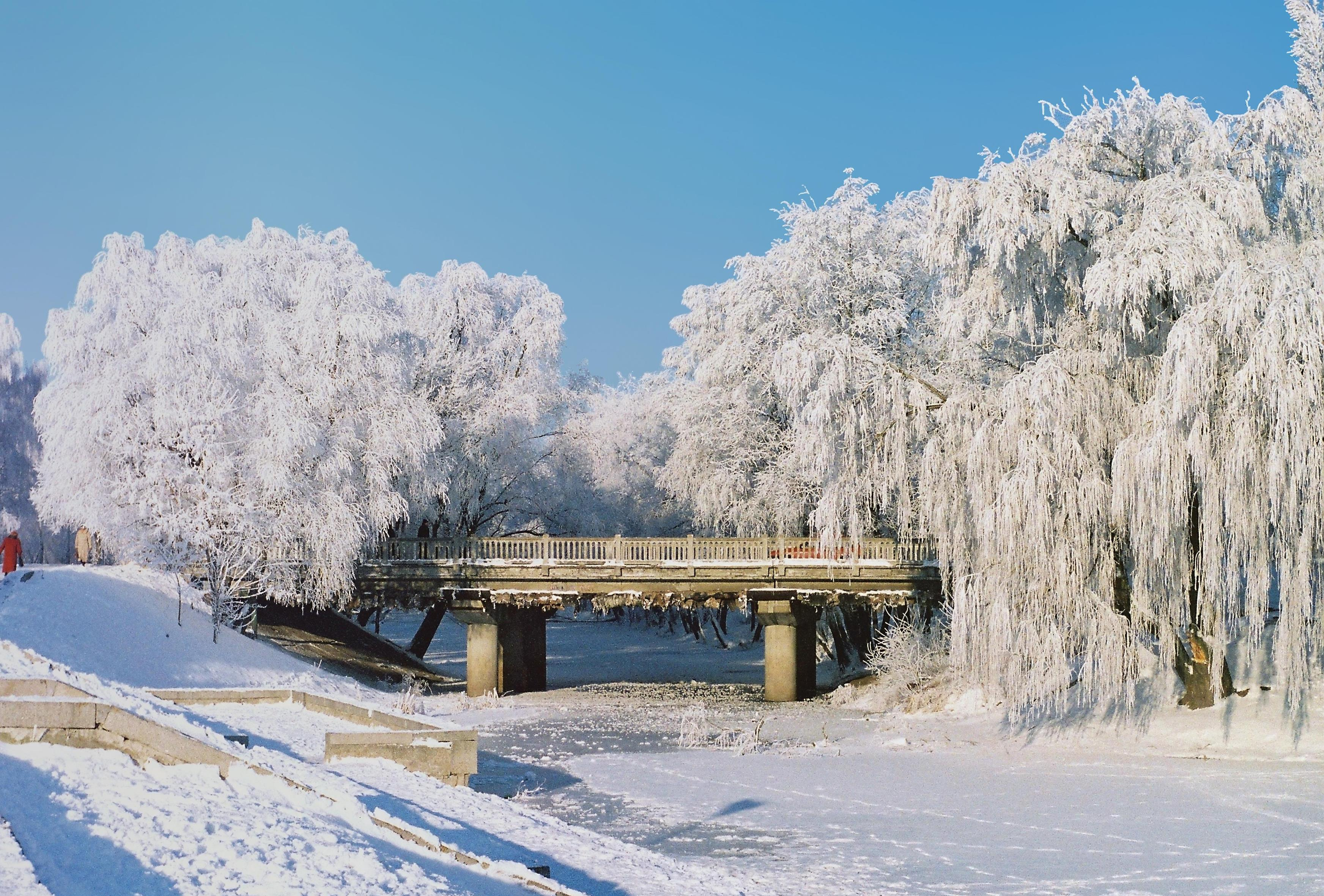
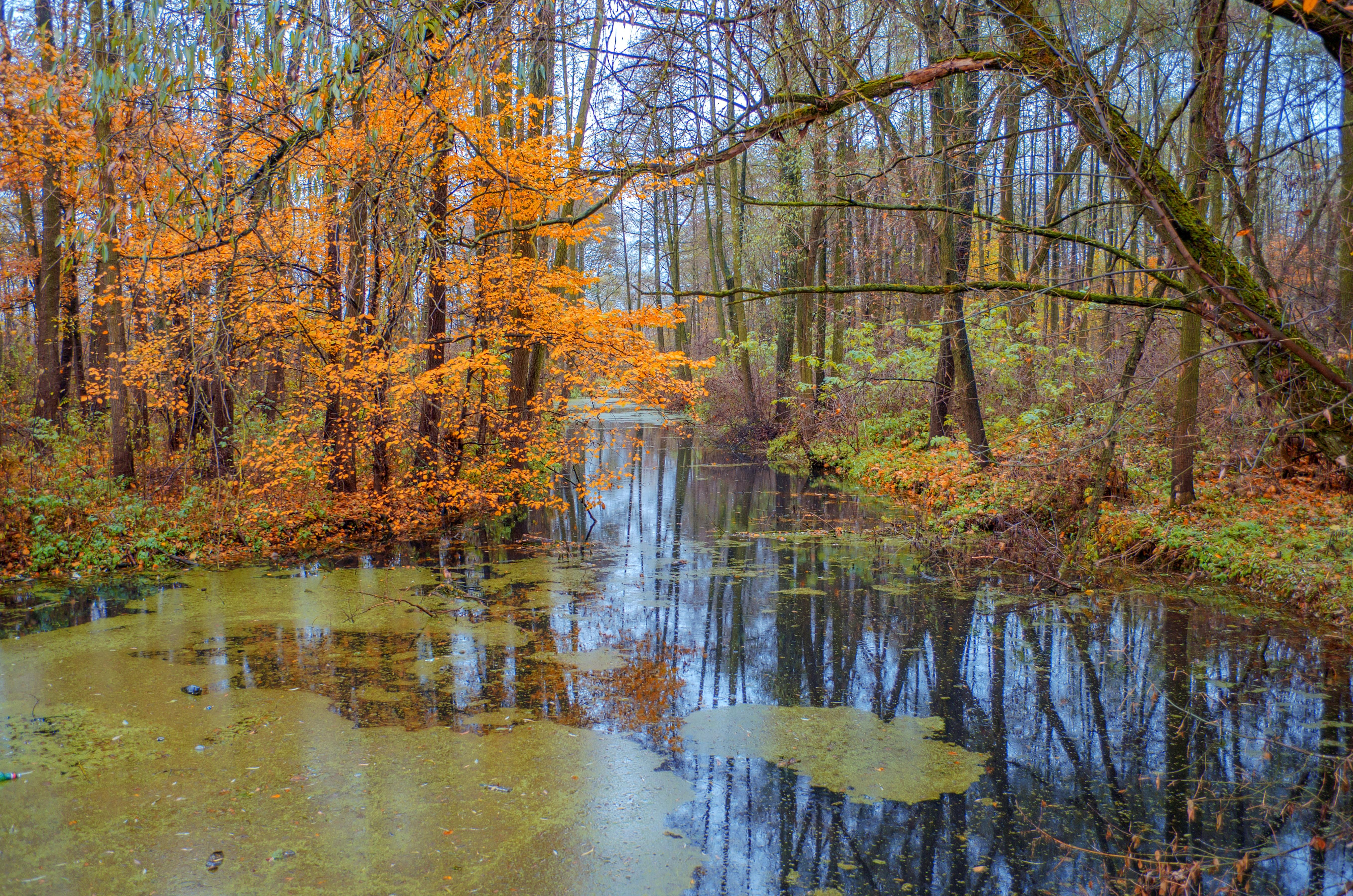
Стрижень у с. Халявин
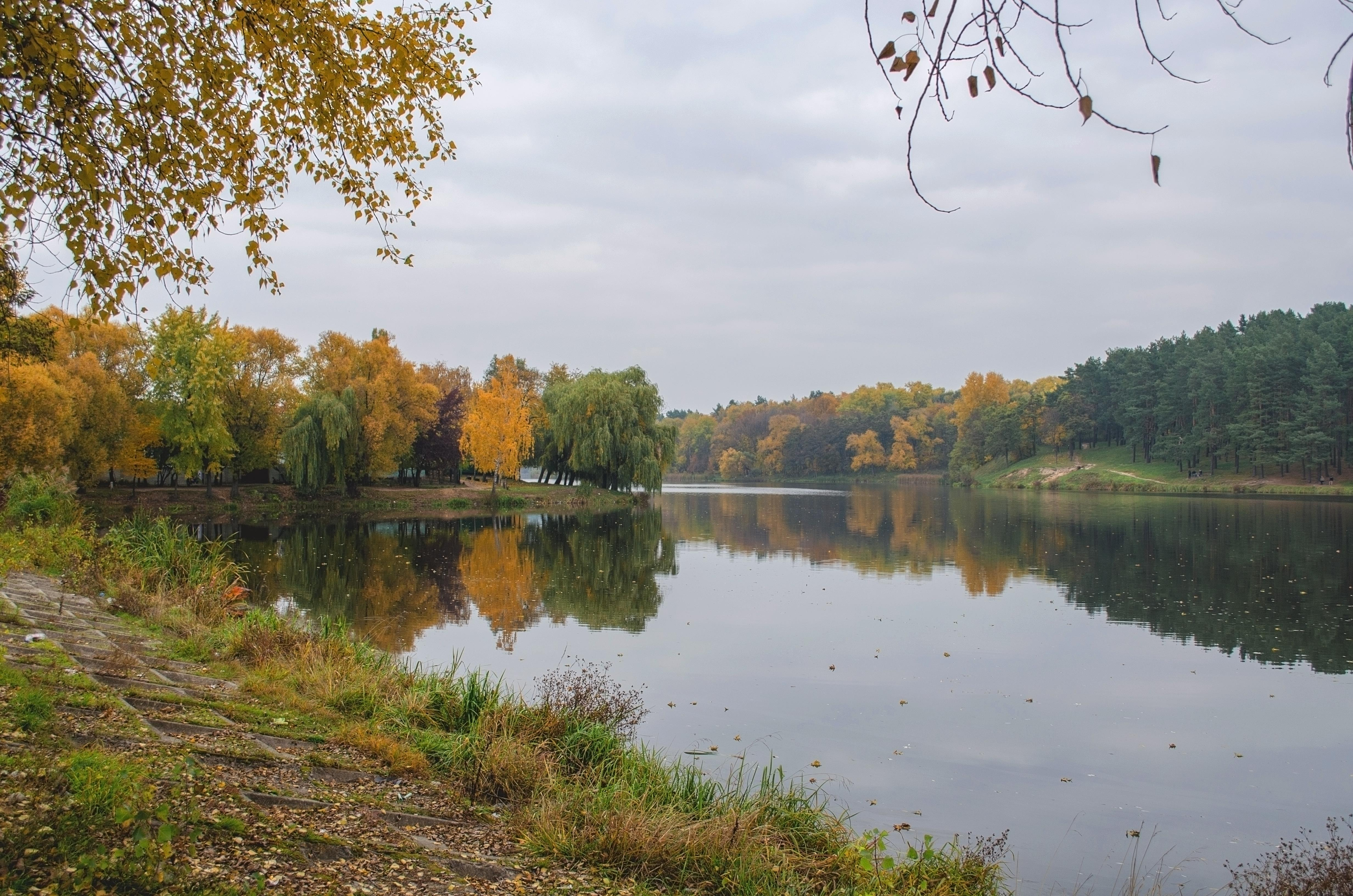
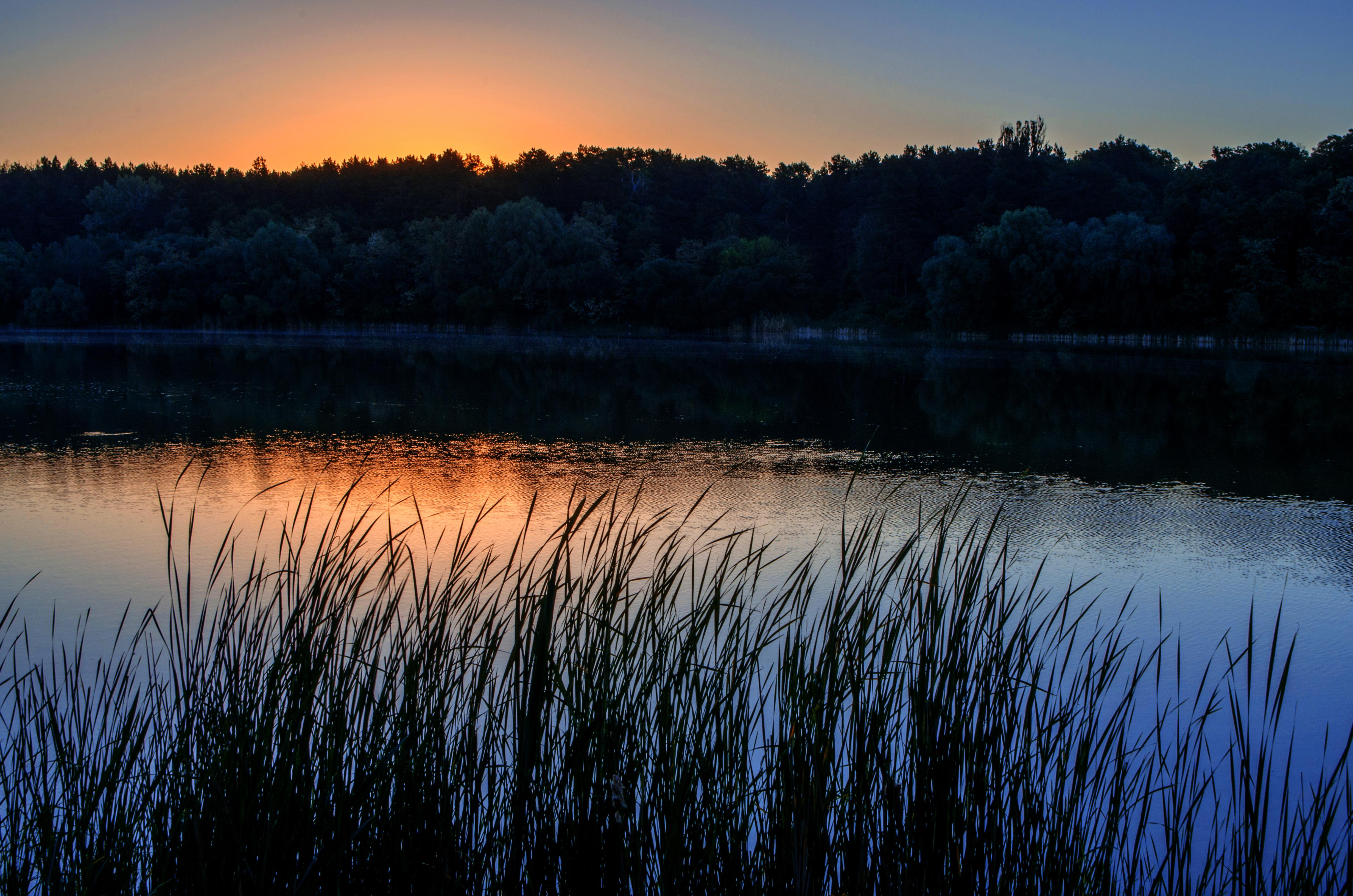
Схід сонця 26 травня 2018 року
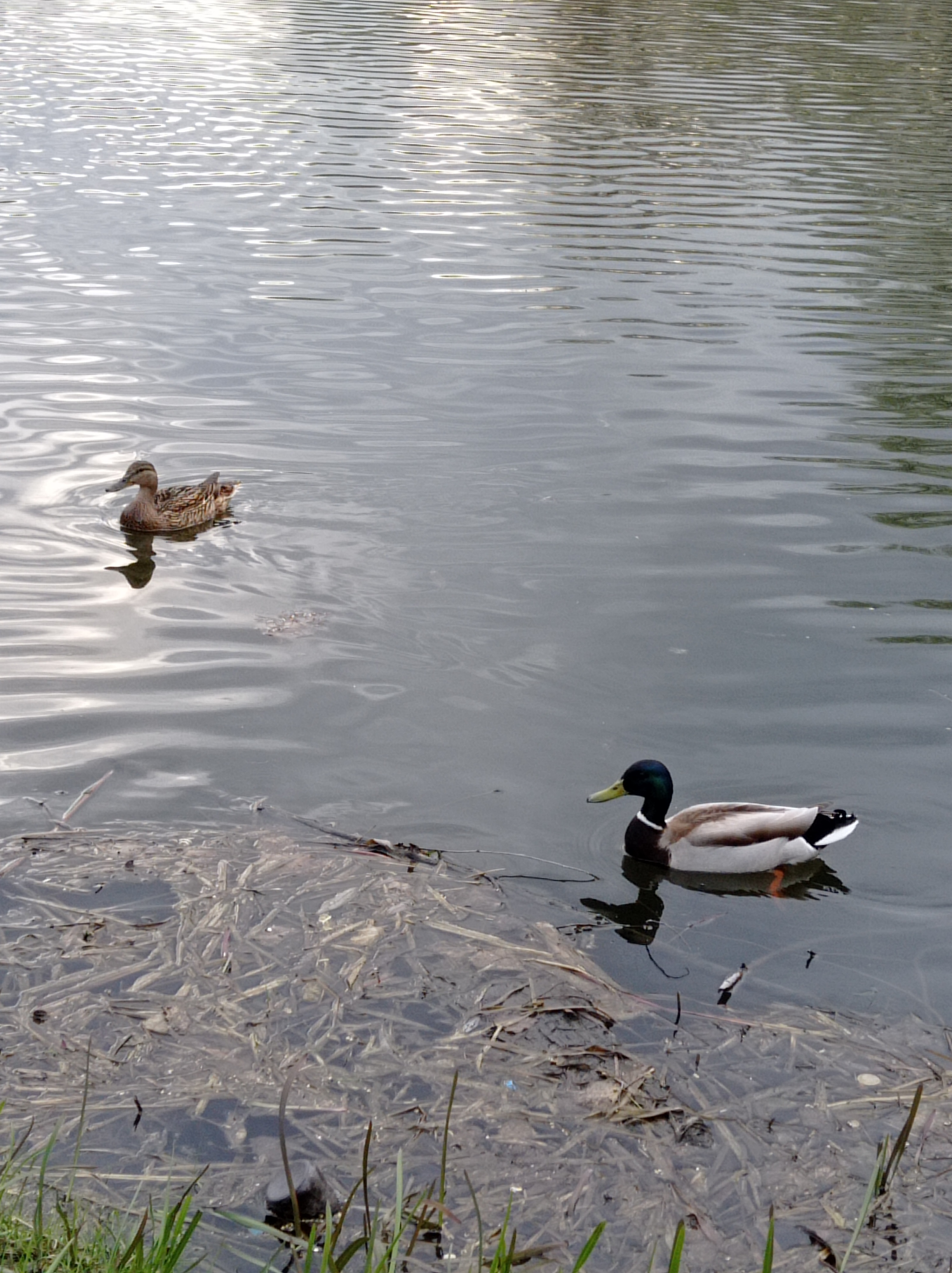
Качки на Стрижні 21 квітня 2021
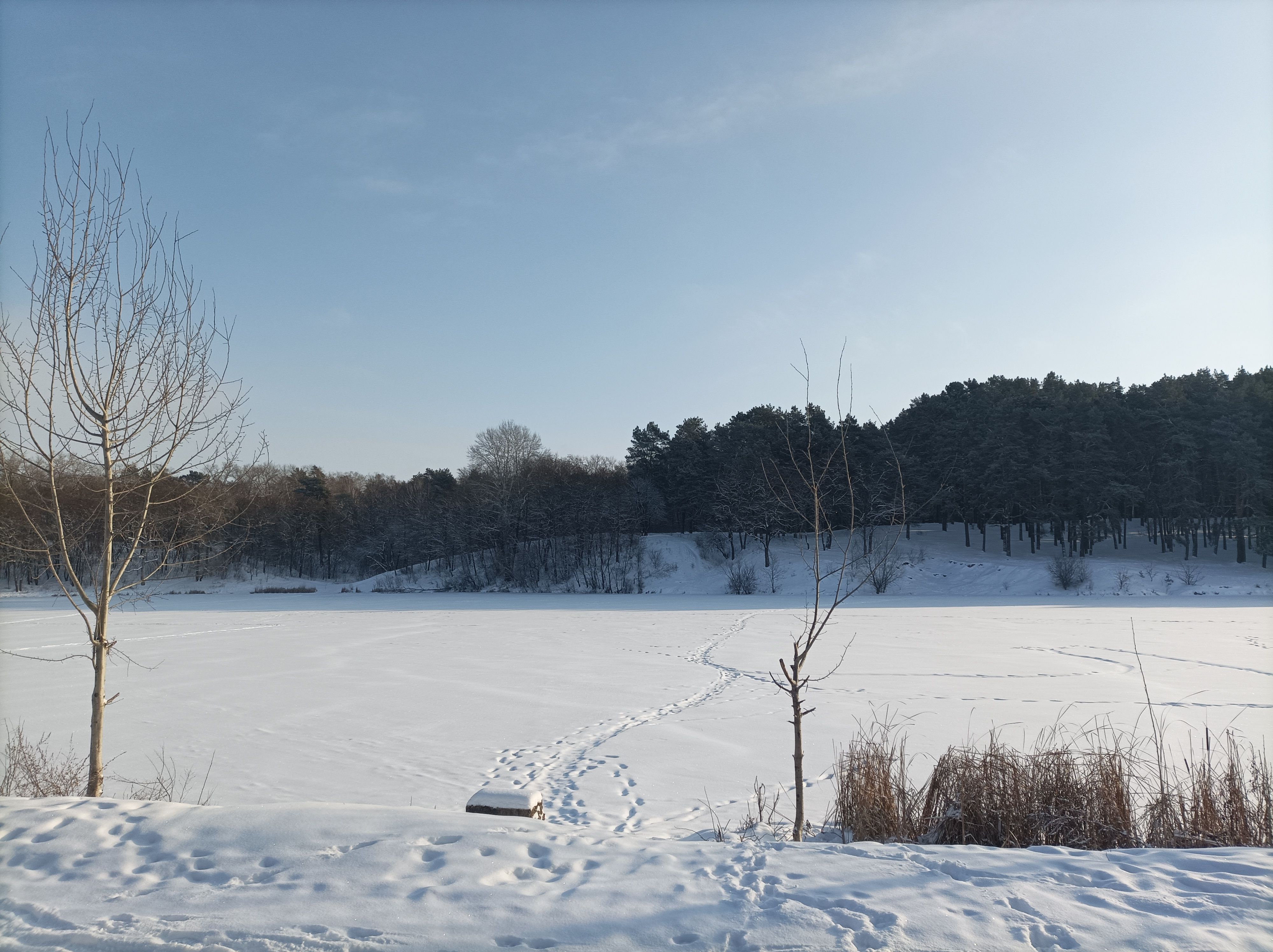
Вид на Стрижень з вул. Добровольців